# Haderslev Amts Jernbaner
| Strecke (außer Betrieb)                                   |      | von Schottburg                                          | von Schottburg                                          |
| Abzweig ehemals geradeaus und von rechts                  |      | Bahnstrecke Vojens–Haderslev von Vojens                 | Bahnstrecke Vojens–Haderslev von Vojens                 |
| Bahnhof                                                   | 0,0  | Hadersleben Staatsbahnhof dän. Haderslev Statsbanegaard | Hadersleben Staatsbahnhof dän. Haderslev Statsbanegaard |
| Kopfbahnhof Strecke ab hier außer Betrieb                 | 1,1  | Hadersleben Kleinbahnhof dän. Haderslev Amtsbanegaard   | Hadersleben Kleinbahnhof dän. Haderslev Amtsbanegaard   |
| Abzweig geradeaus und nach rechts (Strecke außer Betrieb) |      | nach Arnum und nach Aarösund                            | nach Arnum und nach Aarösund                            |
| Haltepunkt / Haltestelle (Strecke außer Betrieb)          | 3,9  | Vesterris Hp                                            | Vesterris Hp                                            |
| Bahnhof (Strecke außer Betrieb)                           | 4,5  | Nieder Aastrup dän. Neder Åstrup                        | Nieder Aastrup dän. Neder Åstrup                        |
| Bahnhof (Strecke außer Betrieb)                           | 6,2  | Ober Aastrup dän. Over Åstrup                           | Ober Aastrup dän. Over Åstrup                           |
| Bahnhof (Strecke außer Betrieb)                           | 8,2  | Wonsbek dän. Vonsbæk                                    | Wonsbek dän. Vonsbæk                                    |
| Bahnhof (Strecke außer Betrieb)                           | 9,3  | Wildfang (Nordschleswig) dän. Vildfang                  | Wildfang (Nordschleswig) dän. Vildfang                  |
| Haltepunkt / Haltestelle (Strecke außer Betrieb)          | 10,4 | Sillerupgaard Hp                                        | Sillerupgaard Hp                                        |
| Bahnhof (Strecke außer Betrieb)                           | 11,4 | Sillerup dän. Sillerup                                  | Sillerup dän. Sillerup                                  |
| Bahnhof (Strecke außer Betrieb)                           | 13,5 | Fjelstrup Åstrup dän. Fjelstrup                         | Fjelstrup Åstrup dän. Fjelstrup                         |
| Haltepunkt / Haltestelle (Strecke außer Betrieb)          | ?    | Gammelby (Nordschleswig) Hp                             | Gammelby (Nordschleswig) Hp                             |
| Haltepunkt / Haltestelle (Strecke außer Betrieb)          | ?    | Kellergaard Hp                                          | Kellergaard Hp                                          |
| Bahnhof (Strecke außer Betrieb)                           | 17,5 | Faustrup dän. Favstrup                                  | Faustrup dän. Favstrup                                  |
| Kopfbahnhof Streckenende (Strecke außer Betrieb)          | 20,1 | Christiansfeld dän. Christiansfeld                      | Christiansfeld dän. Christiansfeld                      |

| Strecke (außer Betrieb)                                  |      | von Schottburg                                        | von Schottburg                                        |
| Bahnhof (Strecke außer Betrieb)                          | 0,0  | Hadersleben Kleinbahnhof dän. Haderslev Amtsbanegaard | Hadersleben Kleinbahnhof dän. Haderslev Amtsbanegaard |
| Abzweig geradeaus und nach links (Strecke außer Betrieb) |      | nach Christiansfeld                                   | nach Christiansfeld                                   |
| Brücke über Wasserlauf (Strecke außer Betrieb)           |      | Mühlenstrom                                           | Mühlenstrom                                           |
| Abzweig geradeaus und von links (Strecke außer Betrieb)  |      | nach Aarösund                                         | nach Aarösund                                         |
| Bahnhof (Strecke außer Betrieb)                          | 1,5  | Hadersleben Süderbrücke dän. Haderslev Syd            | Hadersleben Süderbrücke dän. Haderslev Syd            |
| Haltepunkt / Haltestelle (Strecke außer Betrieb)         | 3,9  | Erlev Hp                                              | Erlev Hp                                              |
| Haltepunkt / Haltestelle (Strecke außer Betrieb)         | 5,0  | Erlev Kro Hp                                          | Erlev Kro Hp                                          |
| Bahnhof (Strecke außer Betrieb)                          | 6,6  | Nörbygaard                                            | Nörbygaard                                            |
| Bahnhof (Strecke außer Betrieb)                          | 7,5  | Mastrup dän. Marstrup                                 | Mastrup dän. Marstrup                                 |
| Haltepunkt / Haltestelle (Strecke außer Betrieb)         | ?    | Pamhule Hp                                            | Pamhule Hp                                            |
| Bahnhof (Strecke außer Betrieb)                          | 11,3 | Ustrup                                                | Ustrup                                                |
| Abzweig geradeaus und nach links (Strecke außer Betrieb) |      | nach Scherrebek über Branderup                        | nach Scherrebek über Branderup                        |
| Bahnhof (Strecke außer Betrieb)                          | 12,9 | Högelund                                              | Högelund                                              |
| Bahnhof (Strecke außer Betrieb)                          | 16,0 | Gammel Laadegaard                                     | Gammel Laadegaard                                     |
| Haltepunkt / Haltestelle (Strecke außer Betrieb)         | 17,0 | Jernbyt Hp                                            | Jernbyt Hp                                            |
| Kreuzung (Strecke geradeaus außer Betrieb)               |      | Bahnstrecke Fredericia–Flensburg                      | Bahnstrecke Fredericia–Flensburg                      |
| Spitzkehrbahnhof rechts (Strecke außer Betrieb)          | 19,2 | Woyens Kleinbahnhof dän. Vojens Amtsbanegaard         | Woyens Kleinbahnhof dän. Vojens Amtsbanegaard         |
| Bahnhof (Strecke außer Betrieb)                          | 22,6 | Skrydstrup dän. Skrydstrup                            | Skrydstrup dän. Skrydstrup                            |
| Bahnhof (Strecke außer Betrieb)                          | 24,3 | Uldal                                                 | Uldal                                                 |
| Bahnhof (Strecke außer Betrieb)                          | 26,2 | Baekskov                                              | Baekskov                                              |
| Bahnhof (Strecke außer Betrieb)                          | 27,3 | Kolsnap                                               | Kolsnap                                               |
| Bahnhof (Strecke außer Betrieb)                          | 28,8 | Groß Nustrup dän. Store Nustrup                       | Groß Nustrup dän. Store Nustrup                       |
| Bahnhof (Strecke außer Betrieb)                          | 30,2 | Lille Nustrup                                         | Lille Nustrup                                         |
| Bahnhof (Strecke außer Betrieb)                          | 34,3 | Osterlinnet dän. Øster Lindet                         | Osterlinnet dän. Øster Lindet                         |
| Bahnhof (Strecke außer Betrieb)                          | 37,5 | Vesterlindet                                          | Vesterlindet                                          |
| Abzweig geradeaus und von rechts (Strecke außer Betrieb) |      | von Rödding (Kreis Hadersleben)                       | von Rödding (Kreis Hadersleben)                       |
| Bahnhof (Strecke außer Betrieb)                          | 41,2 | Gramm dän. Gram                                       | Gramm dän. Gram                                       |
| Bahnhof (Strecke außer Betrieb)                          | 42,5 | Grammby dän. Gramby                                   | Grammby dän. Gramby                                   |
| Bahnhof (Strecke außer Betrieb)                          | 45,7 | Thiset dän. Tiset                                     | Thiset dän. Tiset                                     |
| Abzweig geradeaus und von links (Strecke außer Betrieb)  |      | von Ustrup                                            | von Ustrup                                            |
| Bahnhof (Strecke außer Betrieb)                          | 50,3 | Arnum dän. Arnum                                      | Arnum dän. Arnum                                      |
| Strecke (außer Betrieb)                                  |      | nach Scherrebek                                       | nach Scherrebek                                       |

| Strecke (außer Betrieb)                                   |      | von Arnum dän. Arnum       | von Arnum dän. Arnum       |
| Bahnhof (Strecke außer Betrieb)                           | 41,2 | Gramm dän. Gram            | Gramm dän. Gram            |
| Abzweig geradeaus und nach rechts (Strecke außer Betrieb) |      | nach Hadersleben           | nach Hadersleben           |
| Haltepunkt / Haltestelle (Strecke außer Betrieb)          | 43,1 | Laasled Hp                 | Laasled Hp                 |
| Bahnhof (Strecke außer Betrieb)                           | 45,3 | Brendstrup dän. Brændstrup | Brendstrup dän. Brændstrup |
| Kopfbahnhof Streckenende (Strecke außer Betrieb)          | 49,7 | Rödding dän. Rødding       | Rödding dän. Rødding       |

| Strecke (außer Betrieb)                                                                        |      | von Schottburg                                        | von Schottburg                                        |
| Bahnhof (Strecke außer Betrieb)                                                                | 0,0  | Hadersleben Kleinbahnhof dän. Haderslev Amtsbanegaard | Hadersleben Kleinbahnhof dän. Haderslev Amtsbanegaard |
| Abzweig geradeaus und nach links (Strecke außer Betrieb)                                       |      | nach Christiansfeld                                   | nach Christiansfeld                                   |
| Brücke über Wasserlauf (Strecke außer Betrieb)                                                 |      | Mühlenstrom                                           | Mühlenstrom                                           |
| Strecke nach links (außer Betrieb) · Strecke von rechts (außer Betrieb)                        |      |                                                       |                                                       |
| Strecke von rechts (außer Betrieb) · Strecke (außer Betrieb)                                   |      | nach Arnum                                            | nach Arnum                                            |
| Bahnhof (Strecke außer Betrieb) · Strecke (außer Betrieb)                                      | 1,5  | Hadersleben Süderbrücke dän. Haderslev Syd            | Hadersleben Süderbrücke dän. Haderslev Syd            |
| Abzweig geradeaus und nach links (Strecke außer Betrieb) · Strecke nach rechts (außer Betrieb) |      |                                                       |                                                       |
| Haltepunkt / Haltestelle (Strecke außer Betrieb)                                               | 4,3  | Brorsböl Hp                                           | Brorsböl Hp                                           |
| Bahnhof (Strecke außer Betrieb)                                                                | 5,1  | Wandling dän. Vandling                                | Wandling dän. Vandling                                |
| Bahnhof (Strecke außer Betrieb)                                                                | 8,0  | Norderwilstrup dän. Nørre Vilstrup                    | Norderwilstrup dän. Nørre Vilstrup                    |
| Bahnhof (Strecke außer Betrieb)                                                                | 9,8  | Süderwilstrup dän. Sønder Vilstrup                    | Süderwilstrup dän. Sønder Vilstrup                    |
| Haltepunkt / Haltestelle (Strecke außer Betrieb)                                               |      | Victoriabad                                           | Victoriabad                                           |
| Bahnhof (Strecke außer Betrieb)                                                                | 12,8 | Kjelstrup Bad                                         | Kjelstrup Bad                                         |
| Bahnhof (Strecke außer Betrieb)                                                                | 14,6 | Olufskaer                                             | Olufskaer                                             |
| Bahnhof (Strecke außer Betrieb)                                                                | 17,3 | Heisagger dän. Hejsager                               | Heisagger dän. Hejsager                               |
| Bahnhof (Strecke außer Betrieb)                                                                | 18,9 | Halk dän. Halk                                        | Halk dän. Halk                                        |
| Bahnhof (Strecke außer Betrieb)                                                                | 20,0 | Sode                                                  | Sode                                                  |
| Bahnhof (Strecke außer Betrieb)                                                                | 20,8 | Hyrup                                                 | Hyrup                                                 |
| Bahnhof (Strecke außer Betrieb)                                                                | 23,4 | Oesby dän. Øsby                                       | Oesby dän. Øsby                                       |
| Bahnhof (Strecke außer Betrieb)                                                                | 25,1 | Haistrup dän. Hadstrup                                | Haistrup dän. Hadstrup                                |
| Bahnhof (Strecke außer Betrieb)                                                                | 26,1 | Raade                                                 | Raade                                                 |
| Bahnhof (Strecke außer Betrieb)                                                                | 27,2 | Aarösund dän. Årøsund ByHp                            | Aarösund dän. Årøsund ByHp                            |
| Bahnhof (Strecke außer Betrieb)                                                                | 28,6 | Aarösund dän. Årøsund Havn                            | Aarösund dän. Årøsund Havn                            |
| Eisenbahnfähre (Strecke außer Betrieb)                                                         |      | nach Assens                                           | nach Assens                                           |

| Strecke (außer Betrieb)                                   |      | von Christiansfeld, Aarösund und Ustrup                 | von Christiansfeld, Aarösund und Ustrup                 |
| Bahnhof (Strecke außer Betrieb)                           | 0,0  | Hadersleben Kleinbahnhof dän. Haderslev Amtsbanegaard   | Hadersleben Kleinbahnhof dän. Haderslev Amtsbanegaard   |
| Bahnhof (Strecke außer Betrieb)                           | 1,2  | Hadersleben Staatsbahnhof dän. Haderslev Statsbanegaard | Hadersleben Staatsbahnhof dän. Haderslev Statsbanegaard |
| Bahnhof (Strecke außer Betrieb)                           | 2,5  | Ejsböl                                                  | Ejsböl                                                  |
| Bahnhof (Strecke außer Betrieb)                           | 6,0  | Moltrup dän. Moltrup                                    | Moltrup dän. Moltrup                                    |
| Bahnhof (Strecke außer Betrieb)                           | 7,1  | Bramdrup dän. Sdr. Bramdrup                             | Bramdrup dän. Sdr. Bramdrup                             |
| Bahnhof (Strecke außer Betrieb)                           | 9,2  | Hjerndrup                                               | Hjerndrup                                               |
| Bahnhof (Strecke außer Betrieb)                           | 11,8 | Ulriksbjerg                                             | Ulriksbjerg                                             |
| Bahnhof (Strecke außer Betrieb)                           | 12,8 | Simmerstedt dän. Simmersted                             | Simmerstedt dän. Simmersted                             |
| Bahnhof (Strecke außer Betrieb)                           | 15,2 | Maugstrup dän. Magstrup                                 | Maugstrup dän. Magstrup                                 |
| Bahnhof (Strecke außer Betrieb)                           | 16,8 | Kastwraa dän. Kastvrå                                   | Kastwraa dän. Kastvrå                                   |
| Haltepunkt / Haltestelle (Strecke außer Betrieb)          | 18,5 | Sommersted Öst Hp                                       | Sommersted Öst Hp                                       |
| Bahnhof (Strecke außer Betrieb)                           | 19,5 | Sommersted By                                           | Sommersted By                                           |
| Bahnhof (Strecke außer Betrieb)                           | 20,6 | Sommerstedt Kleinbahnhof dän. Sommersted Amtsbanegaard  | Sommerstedt Kleinbahnhof dän. Sommersted Amtsbanegaard  |
| Kreuzung geradeaus oben (Strecke geradeaus außer Betrieb) |      | Bahnstrecke Fredericia–Flensburg                        | Bahnstrecke Fredericia–Flensburg                        |
| Bahnhof (Strecke außer Betrieb)                           | 21,6 | Sommersted Vest                                         | Sommersted Vest                                         |
| Bahnhof (Strecke außer Betrieb)                           | 23,2 | Mölby dän. Tovskov                                      | Mölby dän. Tovskov                                      |
| Bahnhof (Strecke außer Betrieb)                           | 24,8 | Leerdt dän. Lerte                                       | Leerdt dän. Lerte                                       |
| Bahnhof (Strecke außer Betrieb)                           | 26,3 | Oerstedt dän. Sönder Örstedt                            | Oerstedt dän. Sönder Örstedt                            |
| Bahnhof (Strecke außer Betrieb)                           | 29,7 | Jels dän. Jels                                          | Jels dän. Jels                                          |
| Bahnhof (Strecke außer Betrieb)                           | 32,6 | Haraldsholm                                             | Haraldsholm                                             |
| Bahnhof (Strecke außer Betrieb)                           | 34,6 | Mecklenburg Krug dän. Mikkelborg Kro                    | Mecklenburg Krug dän. Mikkelborg Kro                    |
| Bahnhof (Strecke außer Betrieb)                           | 36,2 | Skodborgskov                                            | Skodborgskov                                            |
| Kopfbahnhof Streckenende (Strecke außer Betrieb)          | 38,4 | Schottburg Kleinbahnhof dän. Skodborg                   | Schottburg Kleinbahnhof dän. Skodborg                   |

| Strecke (außer Betrieb)                                   |      | von Hadersleben Kleinbahnhof, dän. Haderslev Amtsbanegaard                          | von Hadersleben Kleinbahnhof, dän. Haderslev Amtsbanegaard                          |
| Bahnhof (Strecke außer Betrieb)                           | 0,0  | Ustrup dän. Ustrup                                                                  | Ustrup dän. Ustrup                                                                  |
| Abzweig geradeaus und nach rechts (Strecke außer Betrieb) |      | nach Arnum über Gramm                                                               | nach Arnum über Gramm                                                               |
| Bahnhof (Strecke außer Betrieb)                           | 2,2  | Wittstedt dän. Slukefter                                                            | Wittstedt dän. Slukefter                                                            |
|                                                           |      |                                                                                     |                                                                                     |
| Bahnhof (Strecke außer Betrieb)                           | 4,2  | Arnitlund                                                                           | Arnitlund                                                                           |
|                                                           |      |                                                                                     |                                                                                     |
| Kreuzung geradeaus oben (Strecke geradeaus außer Betrieb) |      | Bahnstrecke Fredericia–Flensburg                                                    | Bahnstrecke Fredericia–Flensburg                                                    |
|                                                           |      |                                                                                     |                                                                                     |
| Bahnhof (Strecke außer Betrieb)                           | 6,4  | Oberjersdal Kleinbahnhof dän. Over-Jerstal Amtsbanegaard, (Übergang zur Staatsbahn) | Oberjersdal Kleinbahnhof dän. Over-Jerstal Amtsbanegaard, (Übergang zur Staatsbahn) |
|                                                           |      |                                                                                     |                                                                                     |
|                                                           |      |                                                                                     |                                                                                     |
| Bahnhof (Strecke außer Betrieb)                           | 9,8  | Niederjersdal dän. Neder-Jerstal                                                    | Niederjersdal dän. Neder-Jerstal                                                    |
|                                                           |      |                                                                                     |                                                                                     |
| Bahnhof (Strecke außer Betrieb)                           | 10,9 | Blankenhof                                                                          | Blankenhof                                                                          |
| Bahnhof (Strecke außer Betrieb)                           | 12,6 | Strandelhjörn dän. Strandelhjørn                                                    | Strandelhjörn dän. Strandelhjørn                                                    |
| Bahnhof (Strecke außer Betrieb)                           | 14,9 | Galstedt dän. Galsted                                                               | Galstedt dän. Galsted                                                               |
| Bahnhof (Strecke außer Betrieb)                           | 16,2 | Rangstrup dän. Rangstrup                                                            | Rangstrup dän. Rangstrup                                                            |
| Haltepunkt / Haltestelle (Strecke außer Betrieb)          | 19,2 | Östergaarde                                                                         | Östergaarde                                                                         |
| Bahnhof (Strecke außer Betrieb)                           | 21,8 | Aggerschau dän. Agerskov                                                            | Aggerschau dän. Agerskov                                                            |
| Haltepunkt / Haltestelle (Strecke außer Betrieb)          | 24,0 | Kjaergaard Hp                                                                       | Kjaergaard Hp                                                                       |
| Abzweig geradeaus und von links (Strecke außer Betrieb)   |      | Bahnstrecke Branderup–Osterterp von der Sicherungsstellung Nord                     | Bahnstrecke Branderup–Osterterp von der Sicherungsstellung Nord                     |
| Bahnhof (Strecke außer Betrieb)                           | 25,7 | Branderup Mølle                                                                     | Branderup Mølle                                                                     |
| Abzweig geradeaus und nach links (Strecke außer Betrieb)  |      | Militärbahn zur Sicherungsstellung Nord Richtung Döstrup                            | Militärbahn zur Sicherungsstellung Nord Richtung Döstrup                            |
| Bahnhof (Strecke außer Betrieb)                           | 26,6 | Branderup dän. Branderup                                                            | Branderup dän. Branderup                                                            |
| Haltepunkt / Haltestelle (Strecke außer Betrieb)          | 26,8 | Branderup Mark Hp                                                                   | Branderup Mark Hp                                                                   |
| Bahnhof (Strecke außer Betrieb)                           | 30,8 | Mandbjerg                                                                           | Mandbjerg                                                                           |
| Haltepunkt / Haltestelle (Strecke außer Betrieb)          | 34,1 | Toftlund Kirche dän. Toftlund Kirke                                                 | Toftlund Kirche dän. Toftlund Kirke                                                 |
| Bahnhof (Strecke außer Betrieb)                           | 35,4 | Toftlund dän. Toftlund                                                              | Toftlund dän. Toftlund                                                              |
| Haltepunkt / Haltestelle (Strecke außer Betrieb)          | ?    | Stenderup dän. Sönder Stenderup Hp                                                  | Stenderup dän. Sönder Stenderup Hp                                                  |
| Bahnhof (Strecke außer Betrieb)                           | 39,2 | Gravlund                                                                            | Gravlund                                                                            |
| Bahnhof (Strecke außer Betrieb)                           | ?    | Hoirup dän. Vester Højrup                                                           | Hoirup dän. Vester Højrup                                                           |
| Abzweig geradeaus und von rechts (Strecke außer Betrieb)  |      | von Ustrup über Gramm                                                               | von Ustrup über Gramm                                                               |
| Bahnhof (Strecke außer Betrieb)                           | 44,8 | Arnum dän. Arnum                                                                    | Arnum dän. Arnum                                                                    |
| Bahnhof (Strecke außer Betrieb)                           | 48,9 | Spandet dän. Spandet                                                                | Spandet dän. Spandet                                                                |
| Bahnhof (Strecke außer Betrieb)                           | 51,1 | Fjerstedt dän. Fjærsted                                                             | Fjerstedt dän. Fjærsted                                                             |
| Bahnhof (Strecke außer Betrieb)                           | 54,1 | Roagger dän. Roager                                                                 | Roagger dän. Roager                                                                 |
| Bahnhof (Strecke außer Betrieb)                           | 55,1 | Osterobeling dän. Øster Åbølling                                                    | Osterobeling dän. Øster Åbølling                                                    |
| Bahnhof (Strecke außer Betrieb)                           | 58,3 | Friefeld dän. Frifelt                                                               | Friefeld dän. Frifelt                                                               |
| Bahnhof (Strecke außer Betrieb)                           | 61,7 | Ullemölle                                                                           | Ullemölle                                                                           |
| Kopfbahnhof Streckenende (Strecke außer Betrieb)          | 65,8 | Scherrebek Kleinbahnhof dän. Skærbæk Amtsbanegaard                                  | Scherrebek Kleinbahnhof dän. Skærbæk Amtsbanegaard                                  |

Die Haderslev Amts Jernbaner (deutsch Haderslebener Kreisbahn) war ein Eigenbetrieb des Landkreises Hadersleben in Nordschleswig, das 1920 an Dänemark abgetreten wurde.
Das Netz der Kleinbahn hatte 1914 einen Umfang von 209 Kilometern. Ab 1936 war die Bahn der Konkurrenz des massiv geförderten Straßenverkehrs nicht mehr gewachsen, und die Strecken wurden kurz nacheinander eingestellt, zuletzt 1939 der Abschnitt Haderslev–Toftlund.

## Geschichte
Im überwiegend dänischsprachigen Nordschleswig versuchte der preußische Staat die Infrastruktur massiv zu verbessern. Dazu gehörte auch der Bau von Kleinbahnen nach dem preußischen Kleinbahngesetz von 1892.
Die Meterspurbahn befuhr folgende Teilstrecken. Alle sind im Kursbuch 1914 unter 102 h verzeichnet:

### Hadersleben–Christiansfeld
| Strecke                                                               | km   | Eröffnung    | Stilllegung   |
| --------------------------------------------------------------------- | ---- | ------------ | ------------- |
| Deutsch: Christiansfeld–Hadersleben Dänisch: Christiansfeld–Haderslev | 18,9 | 4. März 1899 | 25. Juni 1932 |

In den 1920er Jahren gab es Pläne, die Hauptbahn (Fredericia–)Kolding–Pattburg nach Osten zu verlegen, denn Hadersleben und Apenrade, die beiden größten Städte in Nordschleswig, sollten nicht länger nur über Stich- und Kleinbahnen erreichbar sein. Bei dieser Lösung wären Teile der Koldinger Südbahn und der Kreisbahnstrecke Christiansfeld–Hadersleben in die neue Hauptbahntrasse mit einbezogen worden. Allerdings kam dieses Projekt über das Planungsstadium nicht hinaus. Stattdessen baute man die Chausseen im Landesteil aus.

### Hadersleben–Gramm–Rödding
| Strecke                                                      | km   | Eröffnung      | Stilllegung       |
| ------------------------------------------------------------ | ---- | -------------- | ----------------- |
| Deutsch: Hadersleben–Ustrup / Dänisch: Haderslev–Ustrup      | 11,3 | 4. August 1899 | 23. Juni 1939     |
| Deutsch: Ustrup–Woyens / Dänisch: Ustrup–Vojens              | 7,9  | 4. August 1899 | 30. November 1938 |
| Deutsch: Wojens–Gramm–Rödding / Dänisch: Vojens–Gram–Rødding | 27,1 | 5. März 1899   | 30. November 1938 |

### Gramm–Arnum
| Strecke                                    | km  | Eröffnung          | Stilllegung  |
| ------------------------------------------ | --- | ------------------ | ------------ |
| Deutsch: Gramm–Arnum / Dänisch: Gram–Arnum | 9,1 | 13. September 1910 | 21. Mai 1937 |

### Hadersleben–Aarösund
| Strecke                                                    | km   | Eröffnung    | Stilllegung      |
| ---------------------------------------------------------- | ---- | ------------ | ---------------- |
| Deutsch: Hadersleben–Aarösund / Dänisch: Haderslev–Årøsund | 28,6 | 28. Mai 1903 | 15. Februar 1938 |

### Hadersleben–Schottburg
1905 wurde die Bahnstrecke Flensburg–Fredericia höher gelegt und die Schmalspurstrecke wurde unter teilweiser Nutzung des geräumten Planums erbaut.
| Strecke                                                                            | km   | Eröffnung    | Stilllegung     |
| ---------------------------------------------------------------------------------- | ---- | ------------ | --------------- |
| Deutsch: Hadersleben–Sommerstedt–Schottburg Dänisch: Haderslev–Sommersted–Skodborg | 37,3 | 1. Juli 1905 | 1. Februar 1933 |

Der mit einem Dreischienengleis in den Spurweiten 1000 mm und 1435 mm ausgerüstete Streckenabschnitt zwischen Amtsbanegaard und Statsbanegaard wurde 1934 von den DSB übernommen, um den Zugverkehr zum Hafen aufrechterhalten zu können. Näheres hierzu siehe unter Bahnstrecke Vojens–Haderslev, Details über Strecke und Bahnhöfe.

### Ustrup–Toftlund–Arnum–Scherrebek
| Strecke                                                                    | Länge km | Eröffnung          | Stilllegung   |
| -------------------------------------------------------------------------- | -------- | ------------------ | ------------- |
| Deutsch: Ustrup–Oberjersdal–Toftlund Dänisch: Ustrup–Over Jerstal–Toftlund | 34,5     | 2. April 1904      | 24. Juni 1939 |
| Deutsch: Toftlund–Arnum Dänisch: Toftlund–Arnum                            | 9,4      | 15. September 1910 | 21. Mai 1937  |
| Deutsch: Arnum–Scherrebek Dänisch: Arnum–Skærbæk                           | 21,0     | 1. April 1911      | 21. Mai 1937  |

In Arnum schloss sich 1910 die „Kreis“bahn und im April 1911 endete die Ausbauphase.
In Scherrebek gab es eine Umsteigemöglichkeit zur Marschbahn. In Gramm konnte man auf die andere Strecke der „Kreis“bahn (nach Rödding) wechseln.
Das Reichskursbuch 1914 verzeichnet unter der Nummer 102 h vier bis sechs Zugpaare täglich auf den einzelnen Teilstrecken; zwischen Gramm und Rödding waren es sogar sieben.
Der Fahrzeugpark umfasste 35 Dampfloks, 62 Personenwagen, 5 Packwagen, 17 Postwagen, 335 Güterwagen und 26 sonstige.
Der Verkehr war immer schon defizitär und Geld für die Erneuerung der Strecken war nicht vorhanden. So wurde die Kreisbahn schon früh eingestellt.

## Fährverbindung Aarøsund–Assens
Ab 1923 bestand Bedarf, Zuckerrüben von Jütland zur Zuckerfabrik nach Assens auf Fünen zu bringen. Zu diesem Zweck wurde der Fährhafen von Aarøsund, der bis zu diesem Zeitpunkt nur dem Autoverkehr diente, mit Gleisanlagen ausgestattet. Dort war seit 1921 die von der Werft Schmidt-Tüchsen & Hegge in Laboe gebaute Fahrzeugfähre Sønderjylland im Einsatz.
Die Autofähre wurde 1923 in der Aalborg Værft zur Eisenbahnfähre mit Gleisen mit einer Spurweite von 1000 mm umgerüstet, um die auf der Kreisbahn beladenen Fahrzeuge nach Fünen übersetzen zu können. Dazu wurden ferner die Bug- und Hecköffnungen der Fähre durch Entfernung der Verkleidung auf 2,9 Meter verbreitert und mit neuen Holztüren ausgestattet. Am 5. Oktober 1923 wurden die ersten drei Güterwagen von Aarøsund nach Assens gebracht.
Am 22. Mai 1937 endete der planmäßige Verkehr auf der Strecke Haderslev Amtsbanegaard–Aarøsund Havn. Der Transport der Güterwagen nach Assens erfolgte durch die Kleinbahn noch bis zum Ende der Rübenkampagne 1937/38.
Nach Beendigung der Rübentransporte wurde ab dem 15. Februar 1938 die Strecke 350 m vor Aarøsund unterbrochen und die Strecke nach Haderslev abgebaut. Der Lokschuppen in Aarøsund, die Gleise im Bahnhof und auf dem Fähranleger, sowie die verbliebenen 350 Meter Gleis, die Dampflokomotive Nr. 44 (1448/1910/Jung) und 64 offene Wagen wurden von der zur Assens Sukkerfabrik gehörenden Roedyrkerforeningen Haderslev Näs übernommen. Diese beförderte weiterhin die Güterwagen mit der Fähre.
Nach einem Zusammenstoß mit einer Mine am 22. Oktober 1942 sank die Sønderjylland südlich von Årø. Nach der Hebung im Frühjahr 1943 wurde sie in der Svendborg Skibsværft instand gesetzt. Wegen der Ölknappheit während des Zweiten Weltkrieges fuhr das Schiff bis 1946 nur während der Rübenkampagne von Oktober bis Januar.
Im Februar 1951, nach dem Ende der Rübenkampagne 1950, wurde der Transport der Eisenbahnwagen mit der Fähre eingestellt und die Gleisanlagen an Land abgebaut.